# Danio tęczowy
Danio tęczowy, danio tęczowe (Danio albolineatus) – gatunek słodkowodnej ryby z rodziny karpiowatych (Cyprinidae). Popularna w hodowlach akwariowych.

## Występowanie
W środowisku naturalnym występuje w zlewiskach rzeki Mekong na terenie Tajlandii, Mjanmy, Sumatry oraz innyc państwach półwyspu malajskiego.

## Charakterystyka
Gatunek ten osiąga średnio 5 cm długości, nie więcej niż 6cm i żyje około 5 lat.
Łagodnie usposobiona, żwawa, towarzyska, dużo pływająca i efektownie prezentująca się ryba. Ubarwienie zmienne, w zależności od kąta padania światła. Łuski połyskujące metalicznie od zielonego po niebieski. Płetwy bezbarwne. Pysk skierowany ku górze, w okolicy pyska dwie pary wąsików. Samiec smuklejszy i jaśniej ubarwiony, samica nieco większa i pełniejsza w partii brzusznej.

## Warunki hodowlane
Potrzebują przykrytego akwarium, w którym mają dużo wolnej przestrzeni do pływania. Ryba stadna – wskazane jest trzymanie razem większej liczby osobników. Lubi duży ruch wody oraz znaczne napowietrzanie. Wszystkożerna. Optymalna temperatura 22–28 °C, pH 6,5–7,5. Danio jest rybą szybko pływającą, więc nie należy ich trzymać z rybami majestatycznymi.

## Rozmnażanie
Ryba jajorodna. Optymalna dla rozrodu temperatura wody: 24–26 °C. Podczas tarła należy odseparować grupę ryb (tarło stadne – lub w proporcji 2 samce na 1 samicę). Ikra opada swobodnie na dno pokryte drobnopierzastymi roślinami. Samica może złożyć do 1000 sztuk ikry. Po tarle tarlaki należy odłowić. Wylęg po 3–4 dniach. Po około 7 dniach młode zaczynają pływać i szukać pokarmu. Pierwszym pokarmem jakim należy karmić młode są pierwotniaki, pantofelek i wrotki. Można podawać suchy, bardzo drobno zmielony (np. w maszynce do mielenia kawy) pokarm, roztarte żółtko na twardo (tylko w niewielkich ilościach). Podchowanie młodego narybku dość łatwe.